# Загубанский, Иван Георгиевич
Иван Георгиевич Загубанский (1877—1903) был участником революционного рабочего движения в Болгарии.

## Биография
Иван Георгиевич Загубанский родился в Сопоте в 1877 году. Окончил Морское училище в Варне, после чего два года работал учителем в добруджанской деревне. С 1899 участвует в активной социалистической деятельности в Варна.
10 раз путешествует в Одессу и в чемоданах незаконно перевозит ленинскую газету «Искра», которую в то время печатали в Мюнхене, Германия. Одни из первых нелегальных курьеров газеты.
1 декабря 1901 (старый стиль) был арестован в Одессе. Проявил большую твердость во время следствия и в суде. Мужественностью и выдержкой Иван Загубанский завоевал любовь и уважение российских революционеров. После 2 лет в тюрьме, Иван Загубанский возвращается в Болгарию. Вскоре после этого умирает от туберкулеза.
О его деятельности по нелегальному перевозу газеты «Искра» из Варны в Одессу, в 1968 году был создан фильм «Первый курьер».